# Langage de manipulation de données
Pour les articles homonymes, voir LMD et DML.
Un langage de manipulation de données (LMD ; en anglais data manipulation language, DML) est un langage de programmation et un sous-ensemble de SQL pour manipuler les données d'une base de données.
Ces commandes de manipulation de données doivent être validées à l'issue d'une transaction pour être prises en compte.

## Commandes SQL
On distingue typiquement quatre types de commandes SQL de manipulation de données :
- SELECT : sélection de données dans une table ;
- INSERT : insertion de données dans une table ;
- DELETE : suppression de données d'une table ;
- UPDATE : mise à jour de données d'une table.

### Exemples
- Sélection de données dans une table :

```
SELECT
 
nom
,
 
prenom
,
 
classe
 
FROM
 
eleves
;

```

- Insertion de données dans une table :

```
INSERT
 
INTO
 
eleves
 
(
nom
,
 
prenom
)

VALUES
 
(
'Dupont'
,
 
'Matthieu'
);

```

- Suppression de données dans une table :

```
DELETE
 
FROM
 
eleves

WHERE
 
prenom
 
=
 
'Paul'
 
and
 
nom
 
=
 
'Durand'
;

```

- Mise à jour de données dans une table :

```
UPDATE
 
eleves

SET
 
prenom
 
=
 
'Henry'

WHERE
 
nom
 
=
 
'Leroy'
;

```